# Liste der Kulturdenkmale in Thekla (Leipzig)
Die Liste der Kulturdenkmale in Thekla (Leipzig) enthält die Kulturdenkmale des Leipziger Stadtteils Thekla, die in der Denkmalliste vom Landesamt für Denkmalpflege Sachsen mit Stand 2017 erfasst wurden.

## Legende
- Bild: Bild des Kulturdenkmals, ggf. zusätzlich mit einem Link zu weiteren Fotos des Kulturdenkmals im Medienarchiv Wikimedia Commons. Wenn man auf das Kamerasymbol klickt, können Fotos zu Kulturdenkmalen aus dieser Liste hochgeladen werden:
- Bezeichnung: Denkmalgeschützte Objekte und ggf. Bauwerksname des Kulturdenkmals
- Lage: Straßenname und Hausnummer oder Flurstücknummer des Kulturdenkmals. Die Grundsortierung der Liste erfolgt nach dieser Adresse. Der Link (Karte) führt zu verschiedenen Kartendiensten mit der Position des Kulturdenkmals. Fehlt dieser Link, wurden die Koordinaten noch nicht eingetragen. Sind diese bekannt, können sie über ein Tool mit einer Kartenansicht einfach nachgetragen werden. In dieser Kartenansicht sind Kulturdenkmale ohne Koordinaten mit einem roten bzw. orangen Marker dargestellt und können durch Verschieben auf die richtige Position in der Karte mit Koordinaten versehen werden. Kulturdenkmale ohne Bild sind an einem blauen bzw. roten Marker erkennbar.
- Datierung: Baubeginn, Fertigstellung, Datum der Erstnennung oder grobe zeitliche Einordnung entsprechend des Eintrags in der sächsischen Denkmaldatenbank
- Beschreibung: Kurzcharakteristik des Kulturdenkmals entsprechend des Eintrags in der sächsischen Denkmaldatenbank, ggf. ergänzt durch die dort nur selten veröffentlichten Erfassungstexte oder zusätzliche Informationen
- ID: Vom Landesamt für Denkmalpflege Sachsen vergebene, das Kulturdenkmal eindeutig identifizierende Objekt-Nummer. Der Link führt zum PDF-Denkmaldokument des Landesamtes für Denkmalpflege Sachsen. Bei ehemaligen Kulturdenkmalen können die Objektnummern unbekannt sein und deshalb fehlen bzw. die Links von aus der Datenbank entfernten Objektnummern ins Leere führen. Ein ggf. vorhandenes Icon  führt zu den Angaben des Kulturdenkmals bei Wikidata.

## Kulturdenkmale in Thekla (Leipzig)
| Bild                                    | Bezeichnung                                                                                                  | Lage                                             | Datierung | Beschreibung | ID       |
| --------------------------------------- | --- | ------------------------------------------------ | --- | --- | -------- |
| Direkt Bild zu diesem Denkmal hochladen | Mietvilla | Arndts Hufen 21 (Karte)                          | 1887 (Mietvilla), 1896 (Nebengebäude)                                                                                                | Mietvilla mit Garten und Nebengebäude; Putzfassade, ortsentwicklungsgeschichtlich von Bedeutung | 09260424 |
| Direkt Bild zu diesem Denkmal hochladen | Schule | Cleudner Straße 2 (Karte)                        | 1888 (Schule) | Schule, mit Einfriedung, Vorgarten und Hofpflaster; Putzfassade, Geschichtswert und Erinnerungswert, städtebaulich von Bedeutung | 09303360 |
| Direkt Bild zu diesem Denkmal hochladen | Mietvilla mit Vorgarten                                                                                      | Cleudner Straße 3 (Karte)                        | 1900-1901 (Mietvilla) | Klinker-Sandstein-Fassade, ortsbildcharakterisierende Lage gegenüber der Schule in Cleuden, mit baugeschichtlichem Wert Denkmaltext Lediglich neun Monate umfasste das Bauvorhaben des Gutsbesitzers Johann Gustav Bergmann in Thekla, das durch das Baugeschäft von S. Säuberlich (unterzeichnet von B. Balke) in den Jahren 1900-1901 umgesetzt wurde. Rückwärtig entstanden Waschküche und Ställe. Ein gutes halbes Jahr später gelangte eine Dachwohnung zur Genehmigung. Vormals gehörte das gegenüber der Theklaer Schule befindliche Grundstück Herrn Richter, grenzte an E. Günthers Anwesen und die Pfarrwiese. Durch das Erscheinungsbild einer Mietvilla bemühte sich der entwerfende Architekt um eine adäquate Einordnung des Hauses in die alte Ortslage, ordnete eine vielgliedrige Dachlandschaft, Risalite, Sprenggiebel, Eckerker sowie eine durch Klinker und Kunststeinfensterrahmungen dekorierte Putzfassade. Ein Giebelfeld zeigt historistischen Stuckdekor. Während das Obergeschoss zwei verschieden groß geschnittene Wohnungen aufnahm, lag im Parterre nur eine Wohneinheit mit drei Zimmern, drei Kammern, Bad, Küche nebst Speisekammer, Korridor. Aborte waren über den Hausflur zu erreichen, Pläne für den Einbau einer Abschwemmung stammen erst aus dem Jahr 1977. Teile der gediegenen Ausstattung sind erhalten. Das gegenüber der Schule liegende Grundstück ist von ortsbildgestaltendem Interesse, für das Haus liegt ein baugeschichtlicher Wert vor. LfD/2015, 2016 | 09260467 |
| Direkt Bild zu diesem Denkmal hochladen | Mietshaus in halboffener Bebauung, mit Einfriedung und Vorgarten                                             | Cleudner Straße 8 (Karte)                        | 1901-1902 (Mietshaus) | Klinkerfassade, baugeschichtlich und ortsentwicklungsgeschichtlich von Bedeutung Denkmaltext Maurermeister Friedrich Braunsdorf übernahm Finanzierung und Ausführung des Mietshauses und Waschküchengebäudes, im Jahr 1901 erging der Bauantrag und im März des Folgejahres die Anzeige zur abschließenden Fertigstellung. In zeittypischer historistischer Manier entstand das Wohnhaus mit verputztem Parterre und zwei klinkerverkleideten Obergeschossen, Kunststeinfensterrahmungen und Stuckdekor vor allem zur Dekoration der mittleren Etage. Vor dem ebenfalls mit Sichtklinkern gefügten Sockel liegen beidseitig des in etwa mittigen Hauszugangs zwei Grünflächen als kleine Vorgärten, eingefasst durch Eisenzäune, deren behutsame Restaurierung und Erneuerung von vorbildhaftem denkmalpflegerischem Verständnis zeugen. Sanierung und Balkonanbau des Hauses erfolgten 2001 nach Entwürfen von Dipl.-Ing. Architekt L. Pabst. Das Haus gehört zu den wenigen original erhaltenen Vorstadtmietshäusern in der Cleudner Straße - eine weitere städtische Bebauung stockte hier. Für das Objekt besteht ein baugeschichtliches und stadtteilentwicklungsgeschichtliches Interesse an der Erhaltung. LfD/2015, 2016 | 09260466 |
| Direkt Bild zu diesem Denkmal hochladen | Wohnhaus in offener Bebauung, ehemalige Schule, und Nebengebäude im Hof                                      | Cleudner Straße 14 (Karte)                       | 1862 (Mietshaus) | alte Ortslage Cleuden, zeittypischer Putzbau, Schule der Orte Cleuden, Neutzsch und Plösen, die sich 1889 zum Ort Thekla vereinigten (benannt nach dem Namen der Kirche Hohen Thekla oder St. Thekla, die südlich dieser drei Dörfer auf offener Flur lag), ortsgeschichtlich von Bedeutung | 09260465 |
|                                         | Pfarrhaus, Seitengebäude, Garten, Garage und Einfriedung eines Pfarrhofes                                    | Cleudner Straße 24 (Karte)                       | 1735 (Pfarrhaus) | alte Ortslage Cleuden, Pfarrhaus ein Putzbau mit Krüppelwalmdach, baugeschichtlich und ortsgeschichtlich von Bedeutung | 09260464 |
| Direkt Bild zu diesem Denkmal hochladen | Wohnhaus eines Bauernhofes                                                                                   | Cleudner Straße 26 (Karte)                       | Mitte 19. Jh. (Bauernhaus) | alte Ortslage Cleuden, eingeschossiger Putzbau, sozialgeschichtlich von Bedeutung Denkmaltext Das Wohngebäude dürfte um 1860 erbaut worden sein - die Bauakte setzt 1882 mit dem Bauantrag eines neuen ziegelgedeckten Stallgebäudes ein. Hierbei werden der Gutsbesitzer und Gemeindevorstand Friedrich Plätzsch als Auftraggeber sowie der in Gohlis/Leipzig wirkende Maurermeister Carl Harz als Auftragnehmer aufgeführt. Im Juni 1883 erfolgte die Schlussprüfung für "ein gewölbtes Stallgebäude mit Futterboden", Scheune und Wohnhaus sind auf den Planungsunterlagen ebenfalls als mit Ziegeln gedeckt vermerkt. 1890 entstand das rückwärtige, größere Scheunengebäude durch Fr. Braunsdorf und den oben genannten Grundstücksbesitzer Plätzsch. Bemerkenswert ist die traufständige Einordnung des Wohngebäudes zur alten Dorfstraße, verweisend somit auf die Bauzeit. Andere Bauernhäuser im Cleudener Ortskern zeigen sich giebelständig und zweigeschossig. Das Wohnhaus ist ein eingeschossiger Lehmwellerbau mit kleinem zweischiffigen gewölbten Keller, mehr als 60 Zentimeter zählenden Außenmauern und Innenwänden in Fachwerkkonstruktion mit eine Ausmauerung durch ungebrannte Lehmziegel. Details sind im Inneren sind erhalten, von Seltenheitswert im Leipziger Stadtgebiet die große Sandsteinstufe vor dem hofseitigen Hauseingang. Geplant für 1974 war ein Anschluss des Bauernhofes an die örtliche Wasserversorgung, beantragt 1991 der Einbau neuer Fenster sowie für 1993/1994 kleinere Um- und Ausbauten. Städtebaulich und ortsbildgestaltend wirken sich auf den in seiner Struktur erhaltenen Dreiseithof auch die unmittelbare Nachbarschaft zum Kirchgut mit dem barocken Pfarrhaus und das gegenüber liegende historistische Wohngebäude von Cleudner Straße 29 aus. Das mit hohem Originalitäts- und Authentizitätsgrad überkommene Wohngebäude aus der Mitte des 19. Jahrhunderts besitzt, insbesondere auch wegen seiner Lehmwellerbauweise, einen baugeschichtlichen Wert und ist konstituierend im Gefüge des alten Cleudener Dorfkerns von besonderem Interesse. LfD/2019 | 09260463 |
|                                         | Wohnhaus, Scheune und Seitengebäude eines Bauernhofes, mit Torpfeilern und Einfriedung des Vorgartens        | Cleudner Straße 29 (Karte)                       | 2. Hälfte 19. Jh. (Bauernhaus), um 1900 (Scheune)                                                                                    | alte Ortslage Cleuden, villenartiges Wohnhaus mit zweifarbiger Klinkerfassade, Wirtschaftsgebäude mit Klinkergliederung, baugeschichtlich und ortsentwicklungsgeschichtlich von Bedeutung | 09260462 |
|                                         | Wohnhaus (mit zwei Hausnummern) eines Bauernhofes, mit späterem Anbau                                        | Cleudner Straße 30; 30a (Karte)                  | 18. Jh. (Bauernhaus) | alte Ortslage Cleuden, zweigeschossiger Lehmbau, baugeschichtlich von Bedeutung | 09260461 |
|                                         | Mietshaus in halboffener Bebauung in Ecklage                                                                 | Göteborger Straße 2 (Karte)                      | 1905 (Mietshaus) | mit Eckladen, Klinkerfassade, baugeschichtlich und ortsentwicklungsgeschichtlich bedeutsam, Zeugnis der Verstädterung der Ortslage Thekla Denkmaltext In Ecklage zur ehemaligen Seehausener Straße entstand 1905 ein Mietwohnungsbau im Auftrag des Kaufmanns Heinrich Schöfer aus Schönefeld. Die Bauleitung lag in Händen von Wilhelm Riedel, während Maurermeister Franz Säuberlich mit der Ausführung betraut wurde. Entstanden war in halboffener Bauweise ein Wohn- und Geschäftshaus mit verbrochener Ecke, verputzt im Erdgeschoss sowie vorweisend eine klinkerverblende Fassade in den oberen Stockwerken. Hier besitzt das Gebäude Fensterrahmungen aus Kunststein, zeigt jedoch keine weiteren Schmuckelemente des zeittypischen Jugendstils. Jeweils drei Wohnungen kamen in den oberen Etagen zur Einrichtung, im Erdgeschoss nur deren zwei, eine davon mit einbezogenem Eckladen. Hier ist 1914 Philipp Schöfer, Bruder des Erbauers, genannt als Betreiber eines Geschäfts "Colonialwaren und Drogenhandlung". 1990 wurde der Bauantrag für eine Erweiterung der Lebensmittelverkaufsstelle eingereicht. Das Haus ist saniert, Details der Ausstattung blieben erhalten. Der Eckbau zeigt sich recht zurückhaltend in seiner Gestaltung, anders hätte ein 1897 gefertigter Entwurf des Leipziger Architekten Georg Wünschmann gewirkt, mit einer raumgreifenden Gestaltung, die durch einen Erkerturm und flankierende Giebel hervorstach. Jedoch kam der seinerzeit von Tischlermeister Carl Förster gewünschte Bau nicht zur Ausführung. Als grober Missgriff der Sanierung darf die neue Hauseingangstür gelten, für das Haus ist ein baugeschichtlicher Wert zu konstatieren. LfD/2015, 2016 | 09260488 |
|                                         | Wohnhaus und Seitengebäude eines Bauernhofes                                                                 | Göteborger Straße 16 (Karte)                     | um 1850 (Bauernhaus) | alte Ortslage Plösen, Putzfassade mit Krüppelwalmdach, baugeschichtlich von Bedeutung | 09260404 |
| Direkt Bild zu diesem Denkmal hochladen | Mietshaus in halboffener Bebauung (bauliche Einheit mit Göteborger Straße 29 und Waldemar-Götze-Straße 20)   | Göteborger Straße 27 (Karte)                     | 1910-1911 (Mietshaus) | Putzfassade, Reformstil-Architektur, Bestandteil einer Drillingsgruppe, baugeschichtlich bedeutsam als Zeugnis der späten Ortserweiterung Denkmaltext Entwurf und Bauleitung übernahm Architekt Max Günther, beauftragt von Markthelfer Eduard Blanke für die Errichtung eines Wohnhauses an der damaligen Kreuzstraße. Im zeitgleich zu errichtenden Seitengebäude sollte eine Schweineschlächterei untergebracht werden. Der Bauantrag vom 30. Juli 1910 gelangte im Februar/März 1911 nun als Mietshausgruppe zur Wiedereinreichung und wurde bis zum Herbst 1911 umgesetzt, Strafe war zu zahlen für eine ungenehmigt eingerichtete zweite Dachgeschosswohnung. Als Nutzer des heute vermauerten Ladens ist 1913 Fleischer Geyer benannt. Im Zweispänner befanden sich jeweils drei Zimmer, Küche, Korridor in der Wohnung, die Aborte im hofseitigen Treppenhaus. Im Zeitraum 1927/1930 wurde das Nebengebäude für die Aufstellung einer Wäscherolle ertüchtigt, ausersehen war ein Produkt für Hand- und Kraftbetrieb der Wäschemangelfabrik Gustav Forssbohm in Gera-Zwönitz in Thüringen. Abbruch der Hofbebauung sowie Umbau, Sanierung, Dachausbau des Vorderhauses betreute in den Jahren 2008 bis 2009 Dipl.-Ing. Architekt Lars Pabst aus Leipzig. Neben den eingeschossigen Handwerkerhäusern Nummer 23 und 25 mit ihrem mehrachsigen Zwerchhaus und Satteldach erscheint die Mietshausgruppe 27/29 mit Waldemar-Götze-Straße 20 geradezu großbürgerlich. Die beiden Eckhäuser mit ihren rückwärtigen Zugängen klammern durch das einheitliche Erscheinungsbild das Mittelgebäude (Nummer 29). Dieses wirkt mit seinem hohen Zwerchhausgiebel und dem Hauseingangsportal zur Straßenseite, auf ein kräftiges Stockwerkgesims mit Ziegeldeckung wurde hier verzichtet. Einen kräftigen Kontrast bieten die unverputzten dunklen Mauersteine des Sockels und die roten Ziegel der Dachlandschaft mit dem hellen Verputz der langgestreckten Fassadenfront. Als Bestandteil einer straßenraumprägenden Dreiergruppe besitzt das Haus insbesondere einen baugeschichtlichen Wert. LfD/2016 | 09260402 |
| Direkt Bild zu diesem Denkmal hochladen | Mietshaus in geschlossener Bebauung (bauliche Einheit mit Göteborger Straße 27 und Waldemar-Götze-Straße 20) | Göteborger Straße 29 (Karte)                     | 1911-1912 (Mietshaus) | Putzfassade, Reformstil-Architektur, baugeschichtlich und ortsentwicklungsgeschichtlich bedeutsam, Zeugnis der Ortserweiterung, Bestandteil einer Baugruppe Denkmaltext Ein kräftiges dreiachsiges Zwerchhaus prägt den 1911/1912 errichteten Wohnhausbau, der mit Nummer 27 und Waldemar-Götze-Straße 20 eine Häusergruppe an der Theklaer Ausfallstraße Richtung Norden bildet. Markthelfer Eduar Blanke trat als Bauherr auf, Max Günther als bauleitender Architekt. Zu den Sohlbänken des Parterre gezogen ist der leuchtendrote Klinkersockel, der mit der roten Dacheindeckung die helle Putzfassade klammert. Sparsam zeigt sich die Dekoration des Reformstilbaus, der Hauszugang liegt als einziger in der kleinen Baugruppe straßenseitig. Aufwändiger gestaltet präsentiert sich dieser Zugang mit einem Portal. Bereits 2009 zeigte sich das Gebäude in saniertem Zustand, die rückwärtige Grundstücksfläche aufgeräumt langweilig. LfD/2017 | 09260403 |
|                                         | Eisenbahnbrücke                                                                                              | Kiebitzstraße (Karte)                            | 1903 (Eisenbahnbrücke) | gelbe Klinkertonne, Sandsteinquader, Strecke: 6360 Leipzig Hbf - Eilenburg, Streckenkilometer: 4.015, technikgeschichtlich von Bedeutung | 09262872 |
| Direkt Bild zu diesem Denkmal hochladen | Turnhalle in offener Bebauung                                                                                | Kiebitzstraße 50 (Karte)                         | 1911 (Turnhalle) | Putzfassade, ortsgeschichtlich von Bedeutung | 09260477 |
| Direkt Bild zu diesem Denkmal hochladen | Wohnhaus, Stallanbau und Seitengebäude eines Bauernhofes, mit Einfriedung, Vorgarten, Garten und Hofpflaster | Neutzscher Straße 3 (Karte)                      | bezeichnet 1885 (Bauernhaus) | alte Ortslage Neutzsch, Wohnhaus mit Klinker-Putz-Fassade, baugeschichtlich von Bedeutung, Hofanlage mit dorfbildgestaltender Funktion Denkmaltext Im September 1884 wurde der Neubau von Wohnhaus und Stall – einhergehend mit dem Abbruch der Altbauten – von dem Leipziger Kaufmann Hugo Winkler beantragt und in den Prozess der Bautechniker Junghans einbezogen. Ein knappes Jahr später waren beide Gebäude fertig, die Vergrößerung eines anderen Wirtschaftsgebäudes mit Remise und Pferdestall durch den Baugewerker Julius Heinrich datiert Anfang 1886. Für den Jahresumbruch 1934/1935 ist der Anbau von Aborten durch das Unternehmen des Baumeisters Willy Baumgart aktenkundig. Als Verwalter und Auftraggeber fungierte die Sächsische Revisions- und Treuhand AG im Auftrag des Besitzers Friedrich Carl Hugo Winkler. Das noch immer als ehemaliger Bauernhof/Dreiseithof wahrnehmbare Grundstück liegt in alter Neutzscher Ortslage. Von besonderem Interesse ist das repräsentative Wohnhaus nebst angebautem Stall von 1884/1885, das mit einem Satteldach versehene Haus steht giebelständig zur Straße, besitzt einen schmalen Vorgarten und die originale Einfassung durch Staket. Die Trauffront im Hof weist einen zweiachsigen Mittelrisalit auf, die Fassade insgesamt ist durch dunkle Klinkerflächen und hellen Verputz über Bruchsteinsockel gefasst. Niedriger ist das verputzte Nebengebäude mit drei geplanten Eingängen (heute teilweise Garagentore) sowie einer Speicherluke zum Heuboden. Die Hofanlage prägt nach wie vor eindrücklich die alte Ortslage Neutzsch, die denkmalgeschützten Bestandteile weisen einen baugeschichtlichen Wert auf. LfD/2017, 2018 | 09260479 |
| Direkt Bild zu diesem Denkmal hochladen | Wohnhaus eines Bauernhofes                                                                                   | Neutzscher Straße 7 (Karte)                      | Mitte 19. Jh. (Bauernhaus) | alte Ortslage Neutzsch, Putzfassade, Krüppelwalmdach, ortsentwicklungsgeschichtlich von Bedeutung Denkmaltext Im ersten Drittel des 19. Jahrhunderts darf die Entstehung des vom Verlauf der alten Dorfstraße weit zurückgesetzten, am Rand der Niederung stehenden Hauses angenommen werden. Über einem massiven Erdgeschoss, ehemals komplett in Lehmwellertechnik errichtet, steht ein Fachwerkobergeschoss. Den verputzten Baukörper schließt ein Krüppelwalmdach mit Ziegeldeckung ab. Wie bei Haus Neutzscher Straße 13 darf auch hier ein Fischerhaus vermutet werden, die 1881 einsetzende Bauakte nennt den Fischereibesitzer Friedrich Louis Reiche als Grundstücksbesitzer. Im genannten Jahr entstanden ein Waschhaus und eine Ölsiederei für Maschinenöl, 1887 ein neuer Stall sowie der Anbau einer Stube an das Wohngebäude, 1901 ein Wagen- und Geräteschuppen. Der Einbau einer Abschwemmung wurde im Rahmen einiger Modernisierungsarbeiten am Gebäude im Jahr 1984 beantragt. Als eines der ältesten Gebäude des ehemaligen Dorfes Neutzsch besitzt das Haus einen baugeschichtlichen und ortsentwicklungsgeschichtlichen Wert. LfD/2018 | 09260480 |
| Direkt Bild zu diesem Denkmal hochladen | Wohnhaus eines Bauernhofes, mit Vorgarten                                                                    | Neutzscher Straße 13 (Karte)                     | um 1800 (Bauernhaus) | alte Ortslage Neutzsch, Putzfassade, Obergeschoss Fachwerk verputzt, Krüppelwalmdach, als ältestes in der Ortslage erhaltenes Wohnhaus baugeschichtlich von Bedeutung Denkmaltext Die Bauakte setzt mit der Beantragung eines Schuppens 1886 als Ersatz für die abgebrochene Scheune ein. Zu diesem Zeitpunkt stand das zweigeschossige Wohnhaus bereits mehr als ein halbes Jahrhundert – es soll um 1800 als Fischerhaus errichtet worden sein. Traufständig steht das verputzte Gebäude hinter einem schmalen Vorgarten, besitzt ein Erdgeschoss in regional seinerzeit verbreiteter Lehmwellertechnik, eine mit Lehmstaken gefachte Fachwerkkonstruktion in der oberen Etage sowie ein mit Ziegeln (teilweise noch Handstrichziegel) gedecktes, ungewöhnlich steil und hoch aufragendes Krüppelwalmdach. Fundamente und Sockel bestehen aus Naturstein, ebenso ein kleiner tonnengewölbter Keller. Einhergehend mit der gewünschten Herstellung des öffentlichen Wasseranschlusses waren 1938 und 1939 Pläne für Umbauten und ein Neuverputz erarbeitet, jedoch bis Februar 1940 mit diesen Maßnahmen nicht begonnen worden. Dies sollte erst nach Kriegesende erfolgen. Heute ist das hinter einem schmalen Vorgarten stehende Wohnhaus des Gutes Nummer 13 das älteste erhaltene Gebäude der alten Ortslage Neutzsch und besitzt neben der baugeschichtlichen Bedeutung einen hohen Zeugniswert. LfD/2018 | 09260484 |
| Direkt Bild zu diesem Denkmal hochladen | Wohnhaus, Seitengebäude, Toreinfahrt, Hofpflaster und Vorgarten-Einfriedung eines Bauernhofes                | Neutzscher Straße 17 (Karte)                     | 1901 (Bauernhaus) | alte Ortslage Neutzsch, Wohnhaus mit Klinkerfassade, Fachwerk-Gesprengegiebel und Jugendstil-Putzrelief, Torpfeiler mit Sandstein-Vase, baugeschichtlich und ortsentwicklungsgeschichtlich von Bedeutung | 09260482 |
|                                         | Wohnhaus eines Gutes                                                                                         | Neutzscher Straße 19 (Karte)                     | 1899 (Wohnhaus) | alte Ortslage Neutzsch, Gebäude mit Klinkerfassade, das Gut gehörte zum adligen Besitz der Familie von Eberstein, die auf Rittergut Schönefeld residierten, ortsgeschichtlich und baugeschichtlich von Bedeutung Denkmaltext Das ehemals weiträumige, bis zur Parthe reichende Grundstück mit der zugeteilten Brandkatasternummer 1 der Abteilung B für Thekla gehörte zum adligen Besitz der Familie von Eberstein, die auf Schloß bzw. Rittergut Schönefeld residierten. Mit dem Begehren des Ersatzneubaus eines Kuhstalles im Februar 1889 setzt die Bauakte ein. Im Jahr 1895 entstand eine Scheune mit angebautem Schuppen durch S. Säuberlich. Die Vielzahl der weiteren aktenkundigen Bauvorhaben belegt die Prosperität des in Verwalterhänden befindlichen Gutes. Bauherrin ist zunächst immer Baronesse Klara Hedwig von Eberstein, ab 1902 das Kuratorium des Freiherrlich von Ebersteinschen Mariannenstifts in Schönefeld. Dieses initiierte 1902 die Errichtung einer weiteren neuen Scheune mit kleinem Stallanbau, das Vorhaben konnte im März 1903 abgeschlossen werden. Noch unter der Baronesse selbsteigen war in der zweiten Jahreshälfte 1899 ein Wohnhausneubau entstanden - entworfen und baulich ausgeführt durch das Baugeschäft S. Säuberlich. Im Wohnhaus liegt jeweils eine Wohnung pro Etage mit drei Zimmern, zwei Kammern, Küche, Flur und im Erdgeschoss zusätzlich mit einer Speisekammer und einer eigenen Verbindungstreppe in den Keller. Geprägt wird die Fassade durch die Verwendung roter und gelber Klinkersteine, die auch als Dekorelemente dienen. Mittig ist ein drei Achsen breites Dachhaus angeordnet. Im Zuge der Bodenreform ging das Gut in Volkseigentum über, sollten 1948 drei Neubauernstellen eingerichtet werden. Später übernahm die LPG "Vorwärts" das Areal und veranlasste einige Veränderungen. Eine Beschreibung aller Gebäude und der Einfriedung nebst Einschätzung des baulichen Zustandes und der sich daraus ableitenden Erläuterung notwendiger Maßnahmen datiert vom August 1968. Hierbei wird erwähnt, dass das mit Ziegeln gedeckte Wohnhaus durch LPG-Mitglieder genutzt wird. Ortsgeschichtlicher, baugeschichtlicher und personengeschichtlicher Wert, straßen- und landschaftsraumgestaltende Funktion. LfD/2014 | 09260486 |
| Direkt Bild zu diesem Denkmal hochladen | Villa mit Vorgarten                                                                                          | Neutzscher Straße 42 (Karte)                     | 1898 (Villa) | zeittypische Klinkerfassade, repräsentativer Wohnhausbau, baugeschichtlich und ortsentwicklungsgeschichtlich bedeutsam, städtebauliche relevant wegen der Hanglage und der unmittelbaren Nähe zur Kirche Thekla Denkmaltext Der Theklaer Lehrer Franz Eduard Kleeberg begehrte die Genehmigung zum Bau eines Landhauses und gewann den Naunhofer Architekten Theodor Seiferth für dessen Ausführung (vermutlich fertigte dieser auch die Pläne), vom 1. Februar 1898 datiert der Bauantrag, zum 13. August das Protokoll der Schlussprüfung. Ende 1940 kam es zur Teilung des Hauses in zwei getrennte Wohnbereiche. Sanierung wohl 2001, einhergehend mit dem weiteren Ausbau des Daches. Die Architektur des "Landhauses Freia" zeigt deutliche Anleihen im Formenrepertoire der Renaissance: Obelisken, Erker, ein Altan und die vielgliedrige Dachlandschaft betten das Haus in die großräumige Gartenlandschaft des Hanggrundstücks gut ein. Fassadendekor und Fensterrahmungen aus roten sowie grünglasierten Klinkern und Formziegeln tragen über einem Mauerwerksockel aus Naturstein das Ihrige zum pittoresken Erscheinungsbild des Gebäudes bei. Ungehobelt und grobschlächtig erscheinen die im Rahmen der letzten Sanierung eingebauten Fenster und Türen. Von Interesse ist wohl auch die Ausstattung des am Nebenaufgang zur Theklaer Kirche liegenden Hauses. Baugeschichtlich und ortsteilentwicklungsgeschichtlich bedeutsam, städtebauliche relevant wegen der Hanglage und der unmittelbaren Nähe zur Kirche Thekla. LfD/2015, 2016 | 09260490 |
| Direkt Bild zu diesem Denkmal hochladen | Wohnhaus eines Bauernhofes, mit Vorgarten, Toranlage und Einfriedung                                         | Plösener Straße 3 (Karte)                        | vor 1850 (Bauernhaus) | alte Ortslage Plösen, Lehmwände, baugeschichtlicher Wert, Seltenheitswert als Zeugnis der Lehmbauweise im Leipziger Stadtgebiet | 09260416 |
| Direkt Bild zu diesem Denkmal hochladen | Vorratshaus und Wohnhaus eines Bauernhofes                                                                   | Plösener Straße 4 (Karte)                        | 1881 (Bauernhaus), bezeichnet 1697 (Landwirtschaftsspeicher)                                                                         | alte Ortslage Plösen, Bauernhaus Obergeschoss Fachwerk verputzt, Scheune/Vorratshaus ältester bekannter erhaltener Lehmwellerbau von Sachsen, ortsbildcharakterisierend im alten Ortskern, hoher wissenschaftlich-dokumentarischer Wert, Zeugnisse der Volksbauweise im Partheland Denkmaltext Der stattliche Bauernhof im alten Plösener Dorfkern kann auf das vermutlich älteste Haus des Ortes verweisen: ein altes Lehmwellergebäude, welches sich traufseitig zur Straße befindet, eine spätere Inschrift verweist hier auf das Jahr 1697. Ein in das Vorratshaus (Scheune?) wohl später eingebautes Hochkellergewölbe in Ziegelbauweise (Fußmaß) diente mit Sicherheit der frostfreien Lagerung von Hackfrüchten. Für die Bauforschung mehr als bemerkenswert ist das steile Satteldach über liegendem Stuhl, dessen Firstbereich oberhalb der Kehlbalken im Rahmen einer Notsicherung in der zweiten Hälfte des 20. Jahrhunderts abgesägt werden musste. Beidseitig bilden geblattete Andreaskreuze einen riegellosen Windverband, die Kopfbänder sind von den liegenden Stuhlständern in die Spannriegel mit Versatz gezapft. Lehmstaken füllen bis in 1,50m Höhe die Sparrenzwischenräume. Das gegenüber stehende verputzte Wohnhaus besitzt ein massives Erdgeschoss in Lehmwellerbauweise, eine Fachwerkkonstruktion im Oberstock und einen zweifach stehenden Stuhl mit 45%-Dachneigung. Beide Gebäude sind gewichtige Zeugnisse dörflichen Bauens im Leipziger Land und tragen zur städtebaulichen Charakterisierung der alten Ortslage Plösen bei. Im 19. Jahrhundert war der Vierseithof komplett geschlossen und besaß in der Hofmitte ein prachtvolles Taubenhaus, die Bauakte ergeht 1873. Denkmalwürdigkeit aus ortsgeschichtlichen, ortsbildprägenden und wissenschaftlichen Gründen, Seltenheitswert und Bedeutung für die Volksbildung. LfD/2011 | 09260414 |
|                                         | Wohnhaus eines Bauernhofes, mit Vorgarten, Einfriedung und Toreinfahrt                                       | Plösener Straße 5 (Karte)                        | nach 1850 (Bauernhaus) | alte Ortslage Plösen, Wohnhaus mit Lehmwänden und Fachwerk-Obergeschoss, baugeschichtlich von Bedeutung | 09260415 |
|                                         | Wohnhaus (mit Anbau) eines ehemaligen Dreiseithofes, mit Toreinfahrt und Einfriedung des Vorgartens          | Plösener Straße 6 (Karte)                        | um 1850 (Bauernhaus) | alte Ortslage Plösen, Obergeschoss Fachwerk verputzt, baugeschichtlich von Bedeutung | 09260412 |
|                                         | Wohnhaus eines Bauernhofes                                                                                   | Plösener Straße 8 (Karte)                        | um 1840 (Bauernhaus) | alte Ortslage Plösen, Putzfassade, vermutlich Fachwerk-Obergeschoss, baugeschichtlich von Bedeutung | 09260411 |
| Direkt Bild zu diesem Denkmal hochladen | Mietshaus in geschlossener Bebauung konzipiert                                                               | Porzcikstraße 6 (Karte)                          | 1899 (Mietshaus) | alte Ortslage Plösen, historisierende Putzfassade, baugeschichtlich und ortsentwicklungsgeschichtlich von Bedeutung, Zeugnis der Verstädterung von Thekla Denkmaltext An der alten Dorfstraße in Plößen entstand im Auftrag von Albert Dammenhain durch den ausführenden Architekten Gustav Emil Reiche das dreigeschossige Wohnhaus mit jeweils zwei Mietbereichen in jeder Etage sowie ein kleines freistehendes Waschhausgebäude. Unterm Dach kamen zwei Stuben hinter den Gauben zum Einbau, zudem wurde eine "Stube für Einquartierung" vorgehalten. Auf den Entwurf vom Januar 1899 folgten im März neue Zeichnungen eines nun schmaleren Hauses, die "Vollendung der Neubauten" erhielt Anzeige bereits Mitte Juli. Umbau und Sanierung nebst Balkonanbau sowie Dachgeschossausbau beantragte GbR Alexander Fronz Porzcikstraße 2002 unter Beteiligung des Architekten L. Pabst. Prägung erfährt die Putzfassade durch kräftige Verdachungen auf Konsolen in der Beletage, das Traufgesims mit Zahnschnittleiste, Tiermasken nebst Blattwerk über den Fenstern im 2. Obergeschoss sowie verschiedene Putzstrukturen. Teile der Ausstattung sind erhalten. Es besteht ein baugeschichtlicher Wert. LfD/2015, 2016 | 09260406 |
|                                         | Seitengebäude eines Bauernhofes                                                                              | Porzcikstraße 9 (Karte)                          | bezeichnet 1871 (Seitengebäude) | alte Ortslage Plösen, stattliches Bauwerk, traufständig zur Straße, Klinker-Putz-Fassade, baugeschichtlich von Bedeutung | 09260407 |
| Direkt Bild zu diesem Denkmal hochladen | Wohnhaus, zwei Seitengebäude, Reste einer Scheune und Torbogen eines Mühlenanwesens                          | Porzcikstraße 20 (Karte)                         | nach 1850 (Mühle) | alte Ortslage Plösen, zum Teil in Fachwerkbauweise, ortsgeschichtlich und baugeschichtlich von Bedeutung | 09260410 |
| Direkt Bild zu diesem Denkmal hochladen | Wohnhaus in offener Bebauung, mit Vorgarten und Hofpflaster                                                  | Rostocker Straße 4 (Karte)                       | 2. Drittel 19. Jh. (Wohnhaus) | Putzfassade, Bestandteil der ländlichen Ortskernbebauung in Thekla nahe der alten Ortslage Neutzsch, wissenschaftlich-dokumentarischer Wert | 09260489 |
|                                         | Wohnhaus in ehemals halboffener Bebauung                                                                     | Tauchaer Straße 57 (Karte)                       | 1887-1888 (Wohnhaus) | mit Tordurchfahrt, historisierende Putzfassade, baugeschichtlich und ortsentwicklungsgeschichtlich bedeutsam, Zeugnis der Ortserweiterung Denkmaltext Das Wohnhaus des Materialwarenhändlers Gottfried Julius Kuntze wurde im Sommer 1877 der Schlussrevision unterzogen, mit seinen beiden Geschossen und dem markanten dreiachsigen Zwerchhaus zeigt es einen heute in Leipzig nur noch selten anzutreffenden Haustyp. Diese Häuser aus der Zeit um etwa 1865 bis 1880 prägten vor allem die Leipziger Ortsausfallstraßen in den vorgelagerten Dörfern oder die ersten dörflichen Erweiterungsgebiete. Im Hof kam zeitgleich ein Schweinestallgebäude mit Holzboden zur Ausführung. Charakterisierend für das Wohnhaus sind die elegant wirkende Glattputzfassade mit Fenstersohlbänken aus Sandstein, gezogenem Stockgesims und insbesondere zwei prächtigen gründerzeitlichen Fruchtgirlanden aus Stuck an den äußeren Achsen. Die Durchfahrt beeinträchtigt den axialen Fassadenaufbau, wenngleich noch im Mai 2016 das doppelflüglige Tor mit schmalem Oberlicht erhalten war. Rückwärtige Anbauten folgten 1896-1897 sowie für Aborte 1959 (Schlussprüfung hier erst im Januar 1965). Das Nachbarhaus Nummer 55 ist bereits seit einiger Zeit abgebrochen. Das Haus als Zeugnis spätgründerzeitlicher Ortsbebauung besitzt einen baugeschichtlichen Wert. LfD/2015, 2016 | 09260472 |
|                                         | Wohnhaus in halboffener Bebauung                                                                             | Tauchaer Straße 59 (Karte)                       | 1886 (Wohnhaus) | Putzfassade, baugeschichtlich und ortsentwicklungsgeschichtlich von Bedeutung Denkmaltext Neben dem alten Wohnhaus sollte 1896 ein neues Gebäude errichtet werden, für das der Zimmermann Gottfried Julius Kuntze denAntrag stellte, das Protokoll der Schlussprüfung datiert vom 8. Juni 1887. Mit der Ausführung stand Franz Säuberlich aus Schönefeld in der Pflicht. Vom Typ her gleichen sich die beiden Häuser 57 und 59, auch wenn zwischen beiden zehn Jahre liegen. Wegen der halboffenen Bebauung erfolgte die Zuwegung bei Nummer 59 seitlich und der Eingang ist im Hof. Hier ließ der Handarbeiter Friedrich Anton Eckardt im Jahr 1904 ein Waschhaus errichten. Frau Elisabeth Ringer gedachte 1956 einen Hausabputz vornehmen zu lassen, 1987 wurde das Projekt einer Funktionsbereichsmodernisierung zurückgestellt und 1995 der Abbruch des Hauses versagt. Die Putzfassade über Klinkersockel besitzt zwei Vollgeschosse, sechs Achsen, ein vierachsiges Dachhaus und als Gliederungselemente Stockgesims, ein profilierte Traufe, Sohlbänke aus Sandstein. Prägend ist der große vierachsige Zwerchhausgiebel mit Okuli. Einrichtung erfuhren jeweils zwei Wohnungen pro Etage, im Hof waren Ställe und Aborte errichtet. Baugeschichtliche Bedeutung. LfD/2015, 2016 | 09260471 |
|                                         | Mietshaus in geschlossener Bebauung                                                                          | Tauchaer Straße 61 (Karte)                       | 1899-1901 (Mietshaus) | mit Tordurchfahrt, zeittypische Klinkerfassade, baugeschichtlich und ortsentwicklungsgeschichtlich von Bedeutung Denkmaltext Pläne für einen Wohnhausneubau nebst einem Waschhaus-Stall-Gebäude in rückwärtiger Lage reichte der Milchhändler Karl Friedrich Jähnich im Frühjahr des Jahres 1899 ein. Als Ausführender unterzeichnete Max Friedrich im Auftrag des Maurermeisters Eduard Friedrich, beteiligt war zudem die Firma Oertel & Uhlmann. Pro Etage kamen zwei unterschiedlich große Wohnungen zur Einrichtung, im Erdgeschoss zudem eine Durchfahrt, da der Zugang zum Gebäude rückwärtig erfolgte. 1927 legte der Architekt Albert Graupner Zeichnungen eines Rollengebäudes vor sowie 1928 für einen Dachgeschossausbau, der allerdings nicht zur Umsetzung gelangte. Für die Jahre 1955/1956 waren Dach- und Fassadenputzarbeiten beabsichtigt und 1981 der Einbau einer Abschwemmung im Gespräch. Dipl.-Ing. Bermayer fertigte 1995 Pläne für Sanierung und einen Ausbau des Daches. Die Ausführung zog sich wohl bis 1999 hin, aus dieser Zeit stammen auch die für den vorstädtischen Wohnhausbau viel zu großen Schleppgauben. Klinkerblender gestalten Sockel und die beiden oberen Fassadengeschosse, ehemals Putznutung das Parterre. Bemerkenswert ist der Verzicht auf jeglichen Stuckdekor, neben dem Tor sind möglicherweise weitere Teile der Ausstattung erhalten. Das Mietwohngebäude ist ein Baustein der Verstädterung des ehemaligen Dorfes Thekla, baugeschichtlich und ortsteilentwicklungsgeschichtlich bedeutsam. LfD/2015, 2016 | 09260470 |
| Direkt Bild zu diesem Denkmal hochladen | Mietshaus in offener Bebauung in Ecklage und Waschhausgebäude im Hof                                         | Tauchaer Straße 62 (Karte)                       | 1897-1898 (Mietshaus), 1897-1898 (Waschhaus)                                                                                         | historisierende Putzfassade, baugeschichtlich und ortsentwicklungsgeschichtlich von Bedeutung Denkmaltext Deutlich zeigt das dreigeschossige Wohngebäude die Veränderungen in der Bebauungsstruktur der Tauchaer Straße, es wurde 1897/1898 durch Robert Kohde im Eigenauftrag errichtet. Gleichzeitig entstanden Waschhaus und Holzstall im Hof. Zwei Wohnungen pro Etage kamen zur Einrichtung mit AWC im Treppenhaus sowie einer Kammer für Einquartierung unterm Dach. Erst von 1984 datieren Pläne für den Anschluss des Hauses an das öffentliche Abwassernetz. Der ausladende Traufkasten wird von kräftigen historistischen Stuckkonsolen gestützt, das mittlere Geschoss besitzt aufwendige Fensterverdachungen, ehemals auf Konsolen. Mittig angeordnet ist der Hauseingang mit der originalen Zugangstür. Die Fassade ist komplett verputzt, das Haus war 2008 komplett saniert und liegt in Ecke zur heutigen Kiebitzstraße. Baugeschichtlicher Wert. LfD/2015, 2016 | 09260468 |
| Direkt Bild zu diesem Denkmal hochladen | Wohnhaus in offener Bebauung in Ecklage                                                                      | Tauchaer Straße 65 (Karte)                       | um 1860 (Wohnhaus) | eingeschossiger Putzbau, ortsentwicklungsgeschichtlich von Bedeutung, Zeugnis der älteren Ortskernbebauung Denkmaltext Auf dem Eckgrundstück zur Kiebitzstraße entstand das nur eingeschossige Wohnhaus vermutlich um 1850, traufseitig mit sechs Fensterachsen zur neuen Ortserschließungsstraße. Ein profiliertes Hauptgesims sowie ein durch später eingefügte stehende Dachgauben geprägtes Satteldach mit Ziegeldeckung schließen den verputzten Massivbau ab. Die Bauakte der Gemeindeverwaltung beginnt für das Grundstück mit der Brandkataster Nummer 23 der Abteilung B für Thekla erst 1883. Beantragt wurde hier ein Waschhaus durch Gottlob Steinert, für die Ausführung 1884 ist der Name Friedrich Braunsdorf aktenkundig. In seiner Bauweise dokumentiert das vom Typ her immer seltener im Leipziger Stadtgebiet anzutreffende Haus die vorgründerzeitliche Bebauungsstruktur eines nicht bäuerlich genutzten Grundstücks in Thekla. Rückwärts vom Grundstück aus gesehen erstreckten sich ehemals die großen Hofanlagen der Theklaer Gutsbesitzer. LfD/2017 | 09260478 |
| Direkt Bild zu diesem Denkmal hochladen | Wohnhaus in halboffener Bebauung                                                                             | Tauchaer Straße 66 (Karte)                       | 1863-1864 (Wohnhaus) | eingeschossiger Putzbau, ortsentwicklungsgeschichtlich bedeutsam Denkmaltext In der Jahresmitte 1863 begehrte Gottfried Julius Kunze den Neubau eines Wohnhauses auf seinem Grundstück: "Der Bau wird nach beigehender Zeichnung 22 Ellen lang und 13 Ellen tief und wird mit 1 Elle starken Umfassungsmauer von Weller so wie der Grund von Bruchsteinen aufgeführt". Für die Ausführung unterschrieben der Baugewerker und Zimmermeister Kund aus Mockau sowie Maurermeister Böttcher aus Portitz. Zeitgleich mit der Schlussprüfung des Hauses im Herbst 1864 erfolgte auch die behördliche Abnahme für ein Schweinestallgebäude im Hof mit Holzboden. Planungen, den Einbau einer Abschwemmung im Wohnhaus betreffend, datieren aus dem Jahr 1960. Das eingeschossige Gebäude ist Zeugnis der vorgründerzeitlichen Baukultur und daher von besonderem baugeschichtlichem Wert, bedauerlich ist die Beseitigung der Biberschwanzziegel des vermutlich ebenfalls 1960 um- bzw. neugedeckten Daches (wohl um 2015 wiederum Neueindeckung, ohne denkmalschutzrechtliche Genehmigung). LfD/2017, 2018 | 09260505 |
| Direkt Bild zu diesem Denkmal hochladen | Wohnhaus in offener Bebauung mit Vorgarten                                                                   | Tauchaer Straße 73 (Karte)                       | um 1860 (Wohnhaus) | eingeschossiger Putzbau, ortsentwicklungsgeschichtlich bedeutsam, Zeugnis der älteren Ortskernbebauung Denkmaltext Als im Oktober 1868 durch Christian Karl Bückert der Antrag für die Errichtung eines Geräteschuppens zur Einreichung kam, war das eingeschossige straßenseitige Wohngebäude bereits vorhanden, es gehört zu den ältesten Wohnhäusern der historischen Ortslage Neutzsch in Thekla. Ein mit Ziegeln gedecktes Satteldach überfängt den verputzten Baukörper mit mittig angeordnetem Hauseingang. 1879 ist Karl Wilhelm Möbius als Grundstücksbesitzer genannt, 1908 der Gärtnereibesitzer Rudolf Franke, der eine Abortanlage im Nebengebäude einbauten ließ. Toiletten im Wohnhaus wurden im Jahreswechsel 1956/1957 eingerichtet im Auftrag des Kaufmanns und Lebensmittelhändlers Otto Richter. Einige ungenehmigte Werterhaltungs- und Aufhübschungsarbeiten, 2006 denkmalschutzrechtliche Genehmigung zur Dachneueindeckung. Baugeschichtliche Bedeutung. LfD/2015, 2016 | 09260504 |
| Direkt Bild zu diesem Denkmal hochladen | Wohnhaus in offener Bebauung mit Vorgarten                                                                   | Tauchaer Straße 75 (Karte)                       | 1885-1886 (Wohnhaus) | eingeschossiger Putzbau, ortsentwicklungsgeschichtlich von Bedeutung Denkmaltext “Ein Wohnhaus worin ich ein Materialwaren Geschäft errichten will” notierte Materialwarenhändler Friedrich Hermann Francke aus Neutsch in seinem Bauantrag vom 19. Oktober 1885 an den Gemeindevorstand. Bis März 1886 wurde das Vorhaben von F. Braunsdorf ausgeführt. Im Parterre des verputzten Ziegelbaus befanden sich neben dem Laden auch Stube, Kammer, Küche sowie im Dachgeschoss eine Wohnung mit zwei Stuben, Flur, Kammer und Küche. 1908 wird das Grundstück im Besitz von Gärtner Rudolf Franke unter Nutzung durch Kaufmann Ferdinand Köhn genannt, hernach ist der Schlosser Julius Otto Karbaum Eigentümer. Im Jahr 1987 erhielt Siegfried Lau die Zustimmung zu Rekonstruktion, Um- und Ausbau. Das nur vierachsige Wohnhaus gehört zum Typus der seit den 1860er Jahren in den um Leipzig liegenden Ortschaften errichteten, sogenannten Handwerker- bzw. Arbeiterhäusern mit Zwerhausgiebeln und Satteldach. Sie sind wichtige Zeugnisse für die Verstädterung der Dörfer. Eindrücklich zeigt das in Rede stehende Haus mit den umliegenden Gebäuden diesen Prozess des Strukturwandels in Thekla, daraus ergibt sich ein baugeschichtlicher Wert. LfD/2012, 2016 | 09260503 |
| Direkt Bild zu diesem Denkmal hochladen | Mietshaus (Nr. 82) in offener Bebauung, mit seitlicher Einfriedung (Nr. 80)                                  | Tauchaer Straße 80; 82 (Karte)                   | 1906-1907 (Mietshaus) | zeittypische Putzfassade mit Fachwerkgiebel, baugeschichtlich bedeutsam, Zeugnis der Ortsentwicklung zu Beginn des 20. Jahrhunderts Denkmaltext Pläne vom August des Jahres 1906 wurden im Dezember in abgeänderter Form nochmals vorgelegt, beabsichtigt war die Erbauung eines Wohn- sowie eines Seitengebäudes in finanzieller Verantwortung des Schuhmacher(meister)s Karl Hermann Salomon. Bauleitender Entwurfsarchitekt war Fr. Max Steinert. Statt des ursprünglichen repräsentativen Doppelhauses kam 1907 lediglich ein sechs Achsen in der Breite zählendes Mietshaus zur Ausführung, mit sichtfachwerkgeprägtem Zwerchhaus, Putzfassade und dezentem Jugendstildekor. 1956 sollten Hoffront/Giebel neu verputzt und 1986 eine Abschwemmung für die sechs Mieteinheiten eingebaut werden. Ehemals nahm die Wohnung des Ladeninhabers und dessen Geschäft das gesamte Erdgeschoss ein, bei genauer Inspektion ist der ehemalige Laden ablesbar. In den beiden oberen Etagen waren seinerzeit je drei Mietparteien vorgesehen. Zum originalen Bestand gehört auch der rechts wahrnehmbare Eisenzaun auf Klinkersockel, übertüncht ist die ehemals sichtbare schöne Ziegelgliederung des Traufbereiches. Die im Rahmen einer Sanierung eingebauten Kunststofffenster wirken geschmacklos, Rückfront und Giebel erhielten eine Dämmung. Erhalten ist weitgehend die Ausstattung des Treppenhauses. Als Dokument der Ortserweiterung unmittelbar gegenüber des Areals der (ehemals) großen Bauerngüter besitzt das Haus einen baugeschichtlichen Wert. LfD/2017 | 09260500 |
| Direkt Bild zu diesem Denkmal hochladen | Wohn- und Geschäftshaus in halboffener Bebauung, ehemaliges Rathaus                                          | Tauchaer Straße 95 (Karte)                       | 1906-1907 (Wohn- und Geschäftshaus)                                                                                                  | Klinkerfassade, baugeschichtlich und ortsentwicklungsgeschichtlich von Bedeutung, Zeugnis der gemeindlichen Selbstverwaltung, 1889 vereinigten sich die Dörfer Cleuden, Neutzsch und Plösen zum Ort Thekla Denkmaltext Die kommunale Verwaltung Thekla trat als Bauherrin auf, beantragte im April 1906 ein "Gemeindeverwaltungs- und Wohngebäude", nahm den Architekten Gustav Emil Reiche unter Vertrag, der zwei verschiedene Fassadenentwürfe lieferte. Vermutlich führte der im Ort ansässige Baumeister Michael die Arbeiten bauleitend aus, die Anzeige der Fertigstellung des in halboffener Bebauung ausgeführten Hauses datiert vom 20. März 1907. Während in den oberen Etagen jeweils zwei Wohnungen zur Einrichtung kamen sollten im Parterre neben einer Mietpartei - über eine gesonderte Außentreppenanlage zugänglich - die Sparkasse, das Gemeindearchiv sowie Standesamt und ein Zimmer für den Gemeindevorstand unterkommen. 1911 erfolgte die Einrichtung einer Hausmannswohnung im Dachgeschoss, von 1926 stammen Pläne für einen Spritzenschuppen auf dem Grundstück. Eine rote Klinkerfassade prägt die Schauseiten über Quadersockel und einer mit zarter Putznutung überzogenen Erdgeschosszone. Zur Tauchaer Straße hin sind jeweils zwei Fensterachsen zusammengefasst. Das Dekor sowie Ausstattungselemente des Hauses zeigen Jugendstileinfluss, Seltenheitswert besitzen zwei eiserne Fahnenstangenhalter im ersten Obergeschoss der Traufseite. Zum Ende des Jahres 2009 gelangten Pläne für Umbau und Sanierung nebst hofseitigem Balkonanbau zur Einreichung, wenig elegant zum Gebäude wirkt das neue Betonpflaster der Einfahrt. Der Kommunalbau besitzt eine baugeschichtliche, sozialgeschichtliche und ortsteilentwicklungsgeschichtliche Bedeutung, zudem einen Erinnerungswert. LfD/2017 | 09260487 |
| Direkt Bild zu diesem Denkmal hochladen | Wohnhaus (mit zwei Hausnummern) in offener Bebauung (ohne Ladenanbau)                                        | Tauchaer Straße 102; 104 (Karte)                 | vor 1876 (Wohnhaus) | eingeschossiger Putzbau mit Zwerchhaus, ortsentwicklungsgeschichtlich von Bedeutung Denkmaltext Das Gebäude besitzt Ähnlichkeit mit den Häusern Tauchaer Straße 122, 124 und 126 in Thekla, die um 1878 erbaut wurden, jeweils unter Federführung des Zimmermeisters Ernst Kunth. Sie alle gehören zu einem in Leipzig aussterbenden Haustyp, der in näher an Leipzig liegenden Ortsteilen zumeist vor der deutschen Reichsgründung 1871 hauptsächlich an den Ortsdurchfahrtstraßen der umliegenden Dörfer bzw. Stadtausfallstraßen entstand. Wie der erwähnten Dreiergruppe war auch hier ehemals ein Vorplatz bzw. "Gärtchen" vorgelagert. Jedoch waren hier zwei wohl um 1860 erbaute eingeschossige Häuser mit Satteldach vorhanden, die beide 60 Zentimeter messende Erdgeschosswände besaßen. Die Bauakte der heutigen Tauchaer Straße 102 setzt 1876 mit der Errichtung eines Hintergebäudes für Christian Kuntze ein, dem 1878 ein weiteres im Auftrag von Gastwirt Wilhelm Kuntze folgte. Noch 1892 übrigens stand das Haus auf zwei Flurstücken unterschiedlicher Eigentümer und jedes Grundstück besaß mehrere Neben- und Hintergebäude, 1878 steht aktenkundig erwähnt "2 Stück Wohnhäuser massiv und mit Ziegeldächern". Die rechte Haushälfte wurde bereits gastronomisch genutzt und besaß Colonaden (von 1888) im Hof sowie einen Abort, zudem einen Pferdestall und das bereits erwähnte Wohnhaus von 1878 zur rückwärtigen Grundstücksgrenze, am Fußweg nach dem Gasthof zu Thekla. Pläne – im Zusammenhang mit dem Anbau eines Billardzimmers 1891 gefertigt – zeigen für das Vorderhaus an der Straße nach Taucha ganz links einen kleinen Laden, angrenzend ein Gast- und ein Gesellschaftszimmer zum "Restaurations-Local" sowie rückwärtig den Eingang zu Wohnbereichen. Auf Ende 1929 datiert das Gesuch für einen Dachausbau, initiiert von Gastwirt Hans Steinberg und fachlich betreut durch den Architekten und Baugeschäftsinhaber Fritz Hennig, durch den das Gebäude seinen Zwerchhausgiebel in der heutigen Form erhielt. Vom März 1952 datiert der Umbauantrag für ein HO-Lebensmittelgeschäft, wofür sich die Herrichtung eines separaten Zugangs für die ehemalige Gastwirtschaft notwendig machte. Durch die Konsum-Genossenschaft Leipzig Nordost war 1964 ein Schaufenstereinbau vorgesehen, im Jahr 1988 die Rekonstruktion und Modernisierung einer Blumenhandlung. Markant für das verputzte Gebäude noch heute ist das große ins Satteldach gebaute Zwerchhaus. Ablesbar ist deutlich die Terrainerhöhung der Straßendecke, wodurch das Haus optisch klein und niedrig erscheint. Neben dem Seltenheitswert des mittlerweile in Leipzig sehr selten gewordenen Haustypes besteht ein baugeschichtlicher Wert, als ehemaliger Gasthof zudem ein ortsentwicklungsgeschichtlicher. Bemerkenswert ist die städtebauliche Situation und Lade des Hauses unmittelbar gegenüber des ehemaligen Theklaer Gemeindeamtes mit seiner repräsentativen Klinkerfassade. LfD/2018 | 09260499 |
| Direkt Bild zu diesem Denkmal hochladen | Wohnhaus in halboffener Bebauung                                                                             | Tauchaer Straße 105 (Karte)                      | 1888-1889 (Wohnhaus) | mit späterem Windfanganbau, Putzfassade, als erster Bau auf der nördlichen Straßenseite Maßstab bildend für die gründerzeitliche Ortsentwicklung, Zeugniswert | 09260498 |
| Direkt Bild zu diesem Denkmal hochladen | Villa mit Vorgarten                                                                                          | Tauchaer Straße 107 (Karte)                      | bezeichnet 1889 (Villa) | gründerzeitliche Putz-Klinker-Fassade, mit Fachwerkgiebel, baugeschichtlich von Bedeutung Denkmaltext Im Stil eines Landhauses entstand 1889 das Wohngebäude auf großzügigem Areal für den Zimmermann Gottfried Julius Kuntze, wobei Maurermeister und Architekt Hermann Heyne die Pläne fertigte und für die Ausführung unterschrieb. Denkbar ist, dass Kuntze das Fachwerk und den Stuhl des Dachgeschosses eigenhändig fertigte. Zehn Jahre später wurden durchgeführt unter dem Grundstücksbesitzer, dem Rauchwarenhändler Eugen Platky, ein Umbau des Hauses und der rechtsseitige Anbau einer Veranda (Entwürfe von Landgraf). Pläne des Architekten M. E. Reichardt für den Neubau eines Wohnhauses 1906 und 1907 fanden keine behördliche Genehmigung, für 1934 ist ein Umbau des Landhauses in nun zwei Wohnungen aktenkundig. 1921/1922 entstand auf dem Grundstück ein eingeschossiges Kontorgebäude nach Zeichnungen von Architekt Otto Morgenstern für den Maschinenfabrikanten Curt Hiekel. Aus den 1920er Jahren stammt auch eine Neugestaltung des ungewöhnlich weitläufigen Vorgartens u. a. mit einer Brunnenanlage im Art-Déco-Stil unter Beibehaltung einer mittleren Achse. Das malerische Wohnhaus im Landhausstil besitzt eine auf Farbkontraste abzielende Materialvielfalt bei der Fassadengestaltung: über einem aus Naturstein und Klinkern bestehenden sichtbelassenen Sockel zeigt sich das Erdgeschoss verputzt mit Nutung, darüber eine Etage in Sichtklinkermauerwerk. Asymmetrisch eingeordnete Dachaufbauten erhielten reiches Blendfachwerk und bauzeitlich mit Sicherheit, wie die gesamte Dachfläche, eine Schieferdeckung. Das pittoreske, in einen großzügigen umgebenden Garten eingefügte Landhaus besitzt einen baugeschichtlichen und ortsentwicklungsgeschichtlichen Wert, dokumentiert eindrücklich das unmittelbare Nebeneinander der Bebauung wohlhabender Bürger und der einfachen Häuser bzw. Mietwohnungsbauten von Familien der Handwerker und Handarbeiter. LfD/2017, 2018 | 09260495 |
| Direkt Bild zu diesem Denkmal hochladen | Mietshaus in offener Bebauung                                                                                | Tauchaer Straße 110 (Karte)                      | 1889-1890 (Mietshaus) | historisierende Putzfassade, baugeschichtlich und ortsentwicklungsgeschichtlich von Bedeutung Denkmaltext Am 5. Februar 1889 beschloss die Königliche Amtshauptmannschaft, den drei Wochen zuvor gestellten Antrag für den Neubau eines Wohn- und eines Wirtschaftsgebäudes zu genehmigen. Carl Hermann Salomon aus Neutzsch zog Maurermeister F. August Große für die Ausführung und Bauleitung hinzu. In jedem der drei Geschosse entstanden zwei Wohnungen mit Stube, Küche, zwei Kammern und zentralem Korridor, Toiletten befanden sich in einem Anbau des im Hof stehenden Seitengebäudes. Mitte April 1890 erfolgten Schlussprüfung und zeitgleich die Gestattung der Ingebrauchnahme. Das Hofgebäude wurde 1922, 1938 und 1998 umgebaut, die Fassade des Vorderhauses 1939/1940 neu verputzt und 1961 der Westgiebel. Sanierung des Mietshauses 1997 sowie Balkonanbau 2001/2002. Über Sichtklinkersockel ist die Schauseite komplett verputzt, mit bereits 1939/1940 unpassend vereinfachten Fensterrahmungen. Die Sandsteinsohlbänke verschwanden, zusammenhanglos hängen die Fensterverdachungen der Beletage "in der Luft". Ebenfalls 1939 erfolgte der Austausch der roten "zerfressenen" Kellerfensterbögen durch gelbe Klinkersteine. Das Gebäude markiert im Straßenabschnitt deutlich die Phase des baulichen Übergangs von gründerzeitlichen Gebäuden hin zur städtischen Architektur des Historismus, besitzt somit einen baugeschichtlichen Wert. LfD/2017, 2018 | 09260497 |
| Direkt Bild zu diesem Denkmal hochladen | Wohnhaus in halboffener Bebauung                                                                             | Tauchaer Straße 112 (Karte)                      | 1877-1878 (Wohnhaus) | eingeschossiger Putzbau, sozialgeschichtlich und ortsentwicklungsgeschichtlich von Bedeutung Denkmaltext Eines der wenigen in Leipziger Vororten weitgehend authentisch erhaltenen eingeschossigen Wohnhäuser ist das 1877/1878 von dem Neutzscher Maurer Friedrich Karl Knoch ausgeführte und selbst finanzierte Gebäude in der heutigen Tauchaer Straße 112. Die Fassade misst knapp zwölf Meter, der Eingang liegt rückwärtig. Im Hof entstand in etwa zeitgleich ein Holzremisengebäude nebst Waschraum und Backofen. Das nicht unterkellerte vierachsige Haus in halboffener Bebauung besitzt eine vielfach profilierte Traufzone, Putzfassade und an der Straßenfassade Klappläden an allen Fenstern. Besonders eindrücklich ist die städtebauliche Situation mit den beiden später errichteten, mehrgeschossigen Nachbarhäusern. Anschaulich zeigt sich zudem die Erhöhung des Straßenniveaus. Ableitbar ist ein baugeschichtlicher Wert unter Verweis auf die städtebauliche Situation. LfD/2017 | 09260496 |
| Direkt Bild zu diesem Denkmal hochladen | Wohnhaus in offener Bebauung                                                                                 | Tauchaer Straße 122 (Karte)                      | 1878 (Wohnhaus) | Putzfassade, für Leipziger Vororte typisches Gründerzeithaus an der Theklaer Hauptstraße, baugeschichtlich von Bedeutung Denkmaltext Das 1878 nebst zwei Seitengebäuden im Hof erbaute Wohnhaus gehört zu einem in Leipzig aussterbenden Haustyp, der zumeist vor der deutschen Reichsgründung 1871 hauptsächlich an den Ortsdurchfahrtstraßen der umliegenden Dörfer bzw. Leipziger Stadtausfallstraßen entstand. Somit ist dem spätklassizistischen Bau ein Seltenheitswert beizumessen. Zimmermann Johann Wilhelm Carbaum war der Initiator des eingeschossigen Hauses mit vier Achsen breitem Zwerchhaus, Putzfassade und Ziegeldach. Zimmermeister Ernst Kunth steht für die Ausführung, dürfte wohl auch die Pläne gefertigt haben. Gesimse an Traufe und Giebelfeld setzen Akzente an der sonst schmucklosen Fassade (mit den recht störenden neuen Fenstern). Gesondert sei darauf verwiesen, dass sich in der Tauchaer Straße in Thekla einige Häuser dieser Architekturauffassung erhalten haben, wozu auch die Nachbarhäuser Nummer 124 und 126 gehören sowie allen Häusern ehemals "Gärtchen" vorgelagert waren. Die Haus besitzt einen baugeschichtlichen Wert. LfD/2017, 2018 | 09260494 |
| Direkt Bild zu diesem Denkmal hochladen | Wohnhaus in offener Bebauung                                                                                 | Tauchaer Straße 124 (Karte)                      | 1878 (Wohnhaus) | Putzfassade, für Leipziger Vororte typisches Gründerzeithaus an der Theklaer Hauptstraße, baugeschichtlich von Bedeutung Denkmaltext Das mittlere Haus einer Gebäudegruppe ähnlichen Typs (mit Nummer 122 und 126) wurde wie Nummer 122 im Jahr 1878 von Zimmermeister Ernst Kunth erbaut, der in Personalunion Ausführung, Bauleitung und Planungsaufgaben übernahm. Bauherr war der Handarbeiter Carl Otto Krone aus Cleuden. Dem unscheinbaren, nur teilunterkellerten Haus ist nicht anzusehen, dass ehemals zwei Wohnungen sowohl im Erdgeschoss als auch unterm Dach eingerichtet waren, die Aborte lagen im Nebengebäude über den Hof. Prägend für die sechs Achsen zählende Fassade ist das vierachsige Zwerchhaus. Gezogene Gesimse gliedern die geputzten Fronten des ansonsten schmucklosen Hauses. Grundstücksbesitzer Otto Hillner ließ 1937 Dachausbauten von Friedrich Rößler auf der Hofseite nach Plänen des Architekten Matthes Walther ausführen, aus der gleichen Zeit stammt wohl auch der Sichtklinkersockel des Hauses. Zur Bauzeit 1878 war dem Haus ein schmaler Garten vorgelagert, der einer späteren Straßenverbreiterung zum Opfer fiel. Für das Gebäude ist ein baugeschichtlicher Wert zu konstatieren LfD/2018 | 09260493 |
| Direkt Bild zu diesem Denkmal hochladen | Wohnhaus in offener Bebauung, mit seitlichem Garten und Einfriedung                                          | Tauchaer Straße 126 (Karte)                      | um 1870 (Wohnhaus) | Putzfassade, für Leipziger Vororte typisches Gründerzeithaus an der Theklaer Hauptstraße, baugeschichtlich von Bedeutung Denkmaltext Das vom Bautyp gleiche, nur etwas kleinere Wohnhaus gehört mit Tauchaer Straße 122 und 124 zu einer Gruppe gründerzeitlicher eingeschossiger Häuser mit Zwerchhaus und Giebelabschluss. Zugehörig sind Putzfassade, Ziegeldach und aus Mörtel gezogene Gesimse. Erhalten sind zudem das Hofgebäude und die Hofpflasterung. Da der Typus Ähnlichkeiten mit 122/124 aufweist darf auch hier die ausführende und planende Hand des Zimmermeisters Ernst Kunth und eine Erbauung im Jahr 1878 angenommen werden, gesichert ist ein ehemals vorhandener schmaler Vorgarten, die Bauakte setzt bedauerlicherweise erst mit einem Grundbucheintrag 1942 ein, behandelt im Folgenden einen Hausvorbau auf der Hofseite für zwei Wasserclosetts im Jahr 1955. Werterhaltungsarbeiten an der Fassade erfolgten zu DDR-Zeiten, u.a. ein Neuverputz. Es besteht ein öffentliches Interesse an der Erhaltung des Gebäudes aus baugeschichtlichen und ortsentwicklungsgeschichtlichen Gründen. LfD/2017, 2018 | 09260492 |
| Weitere Bilder                          | Dorfkirche Hohen-Thekla und Kirchhof, Sachgesamtheit                                                         | Tauchaer Straße 134 (Karte)                      | 13. Jh. (Kirchhof) | Sachgesamtheit Dorfkirche Hohen-Thekla und Kirchhof mit folgenden Einzeldenkmalen (siehe auch Objekt-ID: 09260491): Kirche mit Ausstattung, Grabmäler, Grabeinfassungsgittern und Kirchhofstor sowie Denkmal für die Gefallenen des 1. Weltkrieges und dem Kirchhof; alte Ortslage Cleuden, romanische Saalkirche aus Granitfindlingen, mit Westturm und eingezogenem rechteckigen Chor, markante Lage auf einem Hügel, gehört zu den bedeutendsten frühmittelalterlichen Sakralbauten im Raum Leipzig, stand auf freier Flur südlich der Orte Cleuden, Neutzsch und Plösen, die sich 1889 zum Ort Thekla vereinigten, baugeschichtlich, kunstgeschichtlich und ortsgeschichtlich von Bedeutung. | 09306357 |
| Weitere Bilder                          | Dorfkirche Hohen-Thekla und Kirchhof, Einzeldenkmale                                                         | Tauchaer Straße 134 (Karte)                      | 13. Jh. (Kirche), 1966 (Orgel), 1662 (Bildnis Martin Luther), nach 1918 (Gefallenendenkmal)                                          | Einzeldenkmal der Sachgesamtheit Dorfkirche Hohen-Thekla und Kirchhof (siehe auch Objekt-ID: 09306357): Kirche mit Ausstattung, verschiedene Grabmäler auf dem Kirchhof, Grabeinfassungsgitter und Kirchhofstor sowie Denkmal für die Gefallenen des 1. Weltkrieges; alte Ortslage Cleuden, romanische Saalkirche aus Granitfindlingen, mit Westturm und eingezogenem rechteckigen Chor, markante Lage auf einem Hügel, gehört zu den bedeutendsten frühmittelalterlichen Sakralbauten im Raum Leipzig, stand auf freier Flur südlich der Orte Cleuden, Neutzsch und Plösen, die sich 1889 zum Ort Thekla vereinigten, baugeschichtlich, kunstgeschichtlich und ortsgeschichtlich von Bedeutung | 09260491 |
|                                         | Verwaltungsgebäude, Pförtnerhaus, Werkhallen, Werkstattgebäude und Kulturhaus eines Betriebes                | Teslastraße 2 (Karte)                            | um 1930 (Nahverkehrsbautenanlagenteil), um 1915 (Verwaltungsgebäude), vor 2017 (Einfriedung)                                         | heute Straßenbahndepot, verkehrsgeschichtlich von Bedeutung | 09260420 |
| Direkt Bild zu diesem Denkmal hochladen | Mietshaus und zwei Doppelmietshäuser einer Wohnanlage                                                        | Waldemar-Götze-Straße 10; 12; 14; 16; 18 (Karte) | 1921-1922 (Nummer 14, Mietshaus), 1922-1923 (Nummer 16/18, Mietshaus), 1925-1926 (Nummer 12, Mietshaus), 1926 (Nummer 10, Mietshaus) | Mietshaus (Nr. 14) und zwei Doppelmietshäuser (Nr. 10/12 und Nr. 16/18) einer Wohnanlage, Mietergärten, Vorgärten sowie drei Waschhäuser im Hof; städtische Wohnanlage zur Linderung der Wohnungsnot, zeittypische Putzfassaden, mit drei rückwärtig gelegenen Stall- und Waschküchengebäuden, baugeschichtlich und ortsentwicklungsgeschichtlich von Bedeutung Denkmaltext Zur Linderung der Wohnungsnot wurden die kleine Häusergruppe am damaligen Wiesenweg des Flurteiles Plösen durch den Gemeindevorstadt Thekla initiiert und im Dezember 1921 der Bauantrag gestellt, die Entwürfe für die Kleinwohnungen stammten von dem Architekten E. August Stehmann. Zuerst kam das freistehend konzipierte Sechsfamilienwohnhauses Nummer 14 im Jahr 1922 zur Ausführung, Zwillingshaus 16/18 im Zeitraum 1922-1923, Nummer 12 erst 1925-1926 und Haus 10 schließlich 1926. Ziegeldächer mit weit vorstehender Traufe schließen die Putzbauten über Granitsteinsockel ab, die Zugänge sind ohne größeren gestalterischen Aufwand. Interessant sind kleine Austritte in den Giebelfronten und schmale liegende Rechteckfenster. Rückwärtig liegen Stallungen, zudem Mietergärten, die Pflanzung von vier Rotdorn-Bäumchen vor dem zurückgesetzten Gebäude erfolgte 1928. Richard Steinert ist in den Akten für die Ausführung der Häuser 10, 12 und 14 namhaft. Sanierung 2009-2010, wenig vorteilhaft wirken das Betonsteinpflaster und die neu aufgestellten (Fertigteil)Garagen. Es besteht ein baugeschichtlicher Wert. LfD/2008, 2017 | 09260401 |
| Direkt Bild zu diesem Denkmal hochladen | Mietshaus | Waldemar-Götze-Straße 20 (Karte)                 | 1914 (Mietshaus) | Mietshaus in halboffener Bebauung in Ecklage (bauliche Einheit mit Göteborger Straße 27 und 29); Putzfassade, Reformstil-Architektur, baugeschichtlich und ortsentwicklungsgeschichtlich bedeutsam, das Haus markiert als Bestandteil einer Gebäudegruppe auch das Ende der städtischen Entwicklung am Ende der Göteborger Straße Denkmaltext Als Bestandteil einer kleinen Baugruppe entstand in Ecklage Göteborger Straße das Wohnhaus 1914 mitsamt eines Waschhauses für Eduard Blanke, Entwürfe und Bauleitung hatte Architekt Max Günther übernommen. Der Hauseingang ist rückwärtig, die helle Putzfassade ist zwischen dem ersten und zweiten Obergeschoss kräftig durch ein mit Ziegeln abgedecktes Gesims getrennt. Ein Zwerchhaus wird holzverkleidet präsentiert. In jeder Etage befinden sich zwei Wohnungen mit je zwei Zimmern, einer Kammer sowie Küche, die Toiletten noch über das Treppenhaus. Beauftragt hinsichtlich der Ausführung war Baumeister Max Steinert aus Stötteritz. 2008/2009 Sanierung nach Planungen von Architekt Lars Pabst, einhergehend mit dem Abbruch des Waschhauses. Gemeinsam mit den beiden Gruppenhäusern der Göteborger Straße 27/29 verdeutlicht das Haus jenes Ringen um einen neuen Architekturduktus: zwischen nachklingendem Jugendstil und Reformstil mit strengem geometrischem Dekor, fassend wirken der bis zu den Sohlbänken des Erdgeschosses gezogene rote Klinkersockel und die rote Dacheindeckung. Preisbewusst schauerlich als Ergebnis des Sanierungsprozesses präsentiert sich die Hoffront. LfD/2015, 2016 | 09260701 |
| Direkt Bild zu diesem Denkmal hochladen | Schule und Verwaltungsgebäude                                                                                | Wodanstraße 40 (Karte)                           | um 1925 (Schule) | Schule und Verwaltungsgebäude, mit gärtnerisch gestalteter Anlage; industriegeschichtliche Bedeutung | 09260421 |
| Direkt Bild zu diesem Denkmal hochladen | Altenheim und Pergolen                                                                                       | Zschopauer Straße 9 (Karte)                      | bezeichnet 1905-1906 (Altenheim) | ehemalige Bezirksanstalt, im Landhausstil, baugeschichtlich und regionalgeschichtlich von Bedeutung, hoher sozialgeschichtlicher Wert | 09260423 |

(Anm.: durch die Stadtbezirksaufteilung 2013 gehören der südöstliche Teil der Stadtteilgrenze bis zur Bahnstrecke Leipzig-Eilenburg zum Stadtteil Heiterblick und nicht zum Stadtteil Thekla wie lt. Flurstückmarkierung 140437 - 136/9 und Denkmalliste verzeichnet - siehe auch Bahnwärterhaus - Wodanstraße 60 ID: 09260418)

## Ehemalige Kulturdenkmale
| Bild                                    | Bezeichnung               | Lage                                              | Datierung                 | Beschreibung | ID       |
| --------------------------------------- | ------------------------- | ------------------------------------------------- | ------------------------- | --- | -------- |
| Direkt Bild zu diesem Denkmal hochladen | Bauernhaus                | Plösener Straße 7 (Karte)                         | um 1850 (Bauernhaus)      | Bauernhaus in offener Bebauung, mit Torbogen und Vorgarten (Lehmbau im Erdgeschoss)                                                                                     | 09260413 |
| Direkt Bild zu diesem Denkmal hochladen | Bauernhaus                | Porzcikstraße 13 (Karte)                          | um 1850 (Bauernhaus)      | Bauernhaus in offener Bebauung (Putzfassade) | 09260408 |
|                                         | Autobahnbrücke            | Stralsunder Straße (Karte)                        | bez. 1936 (Straßenbrücke) | ehemalige Autobahnbrücke mit vier Klinkerbrüstungen (Plattenbalkendurchlaufträger mit Voutenauflagern); technisches Denkmal, Seltenheitswert, abgebrochen, heute Neubau | 09260400 |
| Direkt Bild zu diesem Denkmal hochladen | Stahlbeton-Autobahnbrücke | Tauchaer Straße (ehemals Theklaer Straße) (Karte) | bez. 1936 (Brücke)        | ehemalige Stahlbeton-Autobahnbrücke mit Klinkerbrüstungen, abgebrochen, heute Neubau                                                                                    | 09260399 |
| Direkt Bild zu diesem Denkmal hochladen | Mietshaus                 | Tauchaer Straße 52 (Karte)                        | 1887–1888 (Mietshaus)     | Mietshaus in halboffener Bebauung, Doppelmietshaus mit Nr. 54 (Putzfassade)                                                                                             | 09301921 |
| Direkt Bild zu diesem Denkmal hochladen | Eisenbahnbrücke           | Teslastraße (Karte)                               | um 1890 (Eisenbahnbrücke) | ehemalige Eisenbahnbrücke (zwei Klinkerbögen mit Sandsteinpfosten als Brüstungspfeiler), abgebrochen, heute Neubau                                                      | 09260422 |